# VX (standard di videoregistrazione)
Il VX è stato un formato di videocassette analogico di consumo, di breve durata e senza successo, sviluppato da Matsushita e lanciato nel 1975 in Giappone. Negli Stati Uniti è stato venduto con il marchio Quasar e commercializzato con il nome di " La grande macchina del tempo " per mostrare le sue capacità di spostamento del tempo, poiché le macchine VX avevano un timer elettromeccanico associato per la registrazione a tempo di programmi televisivi. In Giappone, il modello VX-100 fu lanciato nel 1975, seguito dal VX-2000 nel 1976. Il primo e unico modello venduto in Nord America fu il Quasar VR-1000 (basato sul Panasonic VX-2000), con il timer VT-100. 

## Design
La stessa cassetta VX aveva entrambe le bobine da 1⁄2 pollice (13 mm) nastro magnetico impilato uno sopra l'altro in modo coassiale (proprio come i precedenti formati " VCR " Philips e Cartrivision) nella metà inferiore del nastro, con un'apertura circolare nella parte inferiore della metà superiore della cassetta, dove entrerebbe il tamburo della testina video. Il nastro in questa apertura è stato preformato in un anello per aggirare il tamburo della testina, eliminando la necessità di estrarre il nastro dalla cassetta e infilarlo attorno al tamburo (come nei formati di videocassette successivi come VHS e Betamax). L'apertura era protetta da un tappo di plastica cilindrico per proteggere il nastro, che veniva svitato dall'apertura quando il nastro veniva caricato nella macchina (mediante lo spostamento di una leva orizzontale sulla parte anteriore della macchina), e reinserito nel nastro quando viene espulso (spostando indietro la leva). 
Lo stesso tamburo della testina video di una macchina VX ha la particolarità di essere completamente rimovibile e sostituibile senza strumenti o attrezzature speciali. Il tamburo ha un dado zigrinato nella parte superiore, che può essere regolato a mano, consentendo al tamburo di essere rimosso dal ponte per la pulizia o la sostituzione. Fino ad oggi, le macchine VX sono state l'unico videoregistratore progettato con questa funzione. 

## Specifiche
- Metodo di registrazione: scansione elicoidale a testa singola e avvolgente alfa
- Diametro tamburo testa: 48 mm
- Dimensioni cassetta: 213 × 146 × 44 mm (550 g)
- Larghezza del nastro: ½ pollice (12.65 mm)
- Velocità del nastro: 52.133 mm/s
- Larghezza traccia video: 48 µm (73 µm con banda di protezione)
- Velocità relativa: 9.091 m/s
- Segnale video: modulazione di frequenza 3.3–4.6 MHz (segnale cromatico: colore inferiore a 688.374 kHz)
- Segnale audio: traccia lineare a 1 canale (0.4 mm)
- Tempo di registrazione: originariamente fino a 100 minuti, le cassette da 120 minuti sono diventate disponibili in un secondo momento